# オスカー・フォン・ロイエンタール
オスカー・フォン・ロイエンタール（Oskar von Reuentahl）は、田中芳樹のSF小説（スペース・オペラ）『銀河英雄伝説』の登場人物。銀河帝国側の主要人物。
作中での呼称は「ロイエンタール」。部下からは「ロイエンタール閣下」と呼ばれることも多い。

## 概要
ローエングラム陣営の主要提督の一人。帝国騎士の称号を持つ下級貴族。左右の瞳の色が違う「金銀妖瞳（ヘテロクロミア）」の特徴を持つ貴族出身の美男子で、その非凡な才覚でラインハルトと会う以前から少壮の指揮官として出世しており、親友のミッターマイヤーと共に「帝国軍の双璧」と謳われる。ラインハルトやキルヒアイスからの信頼も厚く、ミッターマイヤー、オーベルシュタインと並んで元帥として主要提督らの上席に位置し、ローエングラム朝では統帥本部総長の職に就く。政治面の適性も高く、物語終盤では新領土（ノイエ・ラント）総督に抜擢されるが、ラングとの対立や地球教の思惑でラインハルトへの叛乱を余儀なくされ、親友ミッターマイヤーによって討たれる。旗艦は「トリスタン」。
本編での初登場はラインハルトの元帥府開設に伴う登用から（第1巻）。時系列上の初登場は、ヴァンフリート星域会戦後に軍務省でロイエンタールとともにラインハルト（とキルヒアイス）の姿を見かけた時が最初であり、本格的な登場はクロプシュトック事件である（ただし、過去回想という形では帝国暦484年の惑星カプチェランカの白兵戦の描写が先行する）。帝国側の主要人物として第1巻から登場し、作中の様々な重要エピソードに関わるが、上記の通り終盤において物語から退場した。

## 略歴
帝国暦458年10月26日（道原かつみのコミック版より）、下級貴族の父親とマールバッハ伯爵家の3女レオノラとの間に生まれた。生後まもなく母親が自殺し、息子を逆恨みした父親から育児を半ば放棄される。16歳で士官学校に入学。任官後数々の功績を挙げるが、女性関係のトラブルから起きた私的決闘で相手を負傷させて降格処分（大尉から中尉）を受ける。このために一年後輩で同階級となったミッターマイヤーと帝国暦480年に初めて対面し、以後は戦闘上のパートナーとして共に昇進していく。
ローエングラム陣営への参加は、門閥貴族に謀殺されそうになったミッターマイヤー救出のため、ラインハルトに助力を求めた事がきっかけ。それ以来ラインハルトに（相克しつつ）忠誠を誓い、第4次ティアマト会戦（及びその前哨戦のレグニツァ上空遭遇戦）を初め、様々な武勲を立てていく。その後は一時ラインハルト麾下を外れ、同487年初頭のアスターテ会戦には参加しなかったが、同会戦で元帥に昇進したラインハルトに再び呼集され、中将/艦隊司令官として元帥府に登用される。
同年のアムリッツァ会戦に至る同盟軍の帝国領侵攻に対する迎撃で武勲を挙げ、ミッターマイヤーと共に大将に昇進。翌488年のリップシュタット戦役ではミッターマイヤーとの共同作戦でレンテンベルク要塞を陥落させる等の功績を挙げ上級大将に昇進。同489～490年の神々の黄昏作戦ではイゼルローン方面の総指揮官として要塞を奪回、更に同盟領に侵攻した後はヒルデガルド・フォン・マリーンドルフの提案でミッターマイヤーとともに同盟首都星ハイネセンを無条件降伏させる。
新帝国暦1年（帝国暦490年）、ローエングラム王朝成立に先立ち元帥に昇進。統帥本部総長に任じられる。翌年、大親征で同盟が消滅して帝国新領土となるのと前後してロイエンタールに恨みを抱いたハイドリッヒ・ラングの策謀で叛逆の疑いありとして一時拘束されたが、ラインハルトとの友誼が失われる事は無かった。回廊の戦い後、新領土総督に転任する。
だがその後、地球教の策謀がきっかけとなり叛乱を起こし、公式には新帝国暦2年11月16日にラインハルトにより元帥号と総督職を剥奪され、第2次ランテマリオ会戦でミッターマイヤー及びフリッツ・ヨーゼフ・ビッテンフェルト、アウグスト・ザムエル・ワーレンと戦う。エルネスト・メックリンガーの艦隊がイゼルローン方面より侵入したため二正面作戦を避けるために撤退するが、その途中でグリルパルツァーの裏切りが発生、死に至る負傷を受け、最低限の治療のみを容れハイネセンに戻った。新帝国暦2年（宇宙暦800年）12月16日、トリューニヒト射殺直後に新領土総督府オフィスにて死去、33歳没。訃報を受けたラインハルトは元帥号を返還している。

## 能力
無二の親友であるミッターマイヤーとともに「帝国軍の双璧」と称されている。自ら白兵戦に臨んで戦斧をふるう勇敢さを見せる反面、不利と見れば戦術的勝利に固執せず速やかに撤退する面も見られる（その際の撤退戦術は本来非常に困難なものだが、ワーレン曰く「戦術の教科書以上」の隙のない撤退を成功させている）。そのため、メックリンガーは智勇の均衡が最も取れていると評した（あくまで戦術家としての評価ではあるが、ロイエンタールの均衡に比べたら、ヤンは智に、ラインハルトは戦略家としては人間の限界を極めていたが、戦術家としては勇に傾き、ミッターマイヤーもまた勇に傾倒しているという評である）。また単純な武人ではなく、政略的な面でも優れている。新領土総督を拝命した際は、ヤンの追悼式を行う、公務員の綱紀粛正を徹底するなど極めて短い間ではあるが為政者としても優れた能力を示した。
回廊の戦いでは自ら機雷原の突破作戦を立案・実施し、さらに叛乱後の第2次ランテマリオ作戦では、一時は黒色槍騎兵艦隊を壊滅寸前に追い込み、ミッターマイヤー率いる帝国軍本隊と互角に渡り合っている。この戦いはミッターマイヤーが優勢ではあったが、ミッターマイヤー自身は「それは自分にビッテンフェルトとワーレンという味方がいたから」と主張している。
白兵戦技にも優れており、リップシュタット戦役中のレンテンベルク要塞攻略戦ではミッターマイヤーと共にオフレッサー装甲擲弾兵総監との戦いを指揮する。神々の黄昏作戦では、自らの旗艦へ乗り込んできたワルター・フォン・シェーンコップとも互角の一騎討ちを行う（ただしシェーンコップは連戦で消耗していた）。
為政者の能力としては、本人が自分の性質を「乱世の雄」であると考えているのに対し、ユリアン・ミンツの意見では対照的に「創業の時代に生まれた守成の人」であり、統治能力は優れているが創造性には欠ける、建国済みの国家を維持する能力はあるが、新たな国を建てる能力はラインハルトと比較して劣るとして、「銀河帝国の3代目辺りの皇帝としては理想的な人物」と評価している。帝国軍の将兵からの人気は皇帝ラインハルトを除けば一番はミッターマイヤーで、ロイエンタールはそれにわずかに及ばないとされている。

## 人柄
身長184cmの相当な美男子。頭髪は黒に近いダークブラウン。左右の瞳の色が違う「金銀妖瞳（ヘテロクロミア）」の持ち主（右目が黒で左目が青。なお両親の目の色は二人とも青で母親の愛人は黒。息子のフェリックス・ミッターマイヤーは青）。
漁色家として知られるが、実際には幼少期に母に殺されかけた（愛人と同じ色をした瞳をナイフで刳り抜かれそうになり母は自殺、父からはなじられて育つ）トラウマから強い女性不信・どこか歪んだ感性を抱えている。そのせいか女性側から一方的に迫られ、関係を持っては捨てる事を繰り返し、それがもとで決闘騒ぎを起こした事もある。周囲から批判的な目で見られる事も少なくないが、酔った本人の独白から真相を知ったミッターマイヤーだけは同情的な思いを抱いている。ただし、上記のように常に女性側から身をゆだねた上での話であり、しかも一度に一人の女性との交際と別離しか行われていないため、捨てられた女性側からは「短期間でも彼を占有できた」との意識もあり意外に恨まれてはいない。
父は下級貴族であったが、投資に成功して莫大な財産を築き、その財産を種に没落した名門貴族の女性を妻に迎える。しかしその結婚は上記のような悲劇で終わり、兄弟親戚もなく家庭的には恵まれていない。その父の遺した財産で、万事質素なラインハルトよりもよほど王侯貴族らしい生活をしていたと言われる。ただし私生活は贅沢であっても、厳しい軍隊生活にも平気で耐えていたため、決して他の兵士たちから恨まれる事は無かったという。
優れた軍人ではあったが、その自らの軍事的な才能ですら冷めた目で評価していたような面もあり、勝敗や優劣は相対的なもので当事者間の関係だけでなく周囲の条件や環境によって変わるものであると達観していた。ラインハルトが強い敵を求めていたのに対し、ロイエンタール自身はそのような志向とは無縁であった。例えば回廊の戦いにおいては、喪中のイゼルローン要塞を討つのを潔しとせず撤兵を決めたラインハルトに対して、むしろヤン亡き今こそ攻撃の時ではないかと考えている。
一方でラインハルトに対しては浅からぬ忠誠心と尊敬の念を有していた。現状に不満を持ちながらもゴールデンバウム王朝打倒など思いもしなかった自分に対し、その心理的障壁をあっさり乗り越えたラインハルトを自嘲と共に敬服していた。配下の提督の中で「わが皇帝（マイン・カイザー）」という呼びかけをもっとも美しく発音したとされる。
地球教の策謀により叛乱へと追いつめられるが、他人の罠によって叛乱を起こしたという事実を自ら認められず、また無実の自分が皇帝に頭を下げ釈明するという屈辱を甘受できず、「叛逆者になるのはよいが、叛逆者にしたてあげられるのはごめんこうむる」と自らの意思によりあえて叛乱を起こした。一旦叛乱を決意すると、覇気と昂揚感に満たされ、それゆえに戦いの前、ミッターマイヤーや腹心の部下ベルゲングリューンが必死で説得したものの、止めることはできなかった。それでいてなお叛いたラインハルトへの敬意、干戈を交えたミッターマイヤーへの友情は変わらず、その複雑な心情を理解しえなかったヨブ・トリューニヒトがラインハルトを侮辱する発言を行った時、激昂して射殺している。
死の直前に発した言葉は、「わが皇帝（マイン・カイザー）、ミッターマイヤー、勝利（ジーク）、死」である。これが何を意図して発した言葉であるかに関しては諸説あり、遺言を聞いた当時の従卒も「聞き取れる言葉のみを記録し、意味不明の言葉は書き止めていない」としたため、真相は不明である。後世、このうち「ジーク」について、単に「勝利」とするか、「死」とあわせて「皇帝ばんざい（ジーク・カイザー）、たとえ死すとも」とするか、或いは「ジークフリード・キルヒアイスが死んでから……」かで議論が分かれたが、前述の従卒はこの手の議論には一切参加しなかった。

## 家族
リップシュタット戦役終盤においてロイエンタールが拘禁/処刑にあたったリヒテンラーデ一族の生き残りを名乗るエルフリーデ・フォン・コールラウシュとの間に男児がおり、彼の死後はロイエンタール自身の希望でミッターマイヤーに引き取られた（フェリックスと名付けられている）。死の直前エルフリーデが赤子とともに現れるが、一族の恨みを晴らす機会を勧められたにも拘らず赤子を残しそのまま去っている。

## 演じた人物
アニメ
- 若本規夫（OVA版）

ロイエンタールを演じるにあたっては「野心や欲望のエネルギーマグマを抑えながら状況説明をするセリフの多い部分に苦労した」と語った。
- 中村悠一（Die Neue These）

舞台
- 東山義久 （「銀河英雄伝説 第一章 銀河帝国篇」「銀河英雄伝説 外伝／ミッターマイヤー・ロイエンタール篇」、2011年上演）
- 内浦純一 （「銀河英雄伝説 第三章 内乱」、2013年上演）
- 藤原祐規 （「銀河英雄伝説 初陣 もうひとつの敵」、2013年上演）
- 玉城裕規 （「銀河英雄伝説 第四章前編 激突前夜」、2013年上演）
- 平田裕一郎 （「銀河英雄伝説 第四章後編 激突」、2014年上演）
- 畠山遼（「銀河英雄伝説 Die Neue These」、2018年上演）
- 蓮水ゆうや （宝塚歌劇宙組公演「銀河英雄伝説@TAKARAZUKA」、2012年上演）
- 澄輝さやと （宝塚歌劇宙組公演「銀河英雄伝説@TAKARAZUKA 博多座公演」、2013年上演）
- 小柳心 （「特別公演　銀河英雄伝説 星々の軌跡」、2015年上演）